# 尚庄遗址
尚庄遗址，位于山东省聊城市茌平县城西尚庄，是中华人民共和国全国重点文物保护单位之一。
1977年12月23日，公布为山东省文物保护单位，2013年5月公布为全国重点文物保护单位，是一座古遗址。